# 삼양정밀화학
주식회사 삼양정밀화학은 대한민국의 화학 기업으로, 본사는 경상남도 양산시에 위치하고 있으며, 서울특별시에 서울사무소를 두고 있다.
게열사로는 삼양컴텍, 삼양화학공업이 있다.

## 역사[2]
삼양정밀화학은 2013년 12월 16일에 설립되었다.
2015년, 주요 방산업체 및 추진제 원료(HTPB) 주요 방산물자로 지정되었다.
2019년, 방위산업기술 판정을 획득했다.
2022년에는 고용창출 우수기업으로 선정되었고, 2023년에는 글로벌 강소기업 1,000+ 기업으로 지정되었다.
2024년 12월에는 한화에어로스페이스의 품질우수 협력업체로 선정되었다.